# Ташне, Марк
Марк Ташне (англ. Mark Ptashne; род. 5 июня 1940, Чикаго, США) — американский молекулярный биолог и скрипач. Стал первым ученым, показавшим специфическое связывание белка и ДНК. Всю жизнь работал над исследованием механизма переключения между лизисом и лизогенией бактериофага λ и механизмом действия активатора транскрипции Gal4 дрожжей. Впервые продемонстрировал, что транскрипционные факторы бактерий дрожжей имеют два раздельных участка для связывания ДНК и взаимодействия с активаторами или репрессорами. 
В 1980 году совместно с Томасом Маниатисом основал компанию Genetics Institute, Inc., приобретенную компанией Wyeth в 1996 году. Является автором популярных книг по молекулярной биологии и биохимии. В его лаборатории в Гарварде занималась Нэнси Хопкинс.

## Награды
- 1972 — Стипендия Гуггенхайма
- 1975 — Eli Lilly Award in Biological Chemistry[англ.]
- 1977 — Grand Prix Charles-Leopold Mayer[англ.]
- 1979 — Премия НАН США в области молекулярной биологии[англ.]
- 1985 — Международная премия Гайрднера
- 1985 — Премия Луизы Гросс Хорвиц
- 1990 — Премия Альфреда Слоуна[англ.]
- 1997 — Премия Альберта Ласкера за фундаментальные медицинские исследования
- 1998 — Премия Мэссри от Университета Южной Калифорнии

### На русском языке
- Пташне, Марк. Переключение генов. Регуляция генной активности и фаг λ. М.: «Мир», 1988, 160 стр.